# 景東里
景東里為台灣台北市文山區轄下一里。

## 沿革
本地原屬景美鎮景行里，至1975年時景行里重分為景行里、景東里、景華里，1990年行政區域隨景美區與木柵區合併為文山區，仍沿用景東里迄今。

## 里界
- 東至：以景華街150巷與興安里為界
- 西至：景興路與景華里、景行里為鄰
- 南至：以仙跡岩與華興里、試院里遙遙相望
- 北至：景華街與興福里為鄰